# Elapsoidea chelazziorum
Espèce
Synonymes
- Elapsoidea chelazzii Lanza, 1979

Statut de conservation UICN

 EN B1ab(iii) : En danger
Elapsoidea chelazziorum est une espèce de serpents de la famille des Elapidae. 

## Répartition
Cette espèce est endémique de Somalie. Elle se rencontre dans la région d'Afgoi.

## Description
Elapsoidea chelazziorum est un serpent venimeux.

## Étymologie
Cette espèce est nommée en l'honneur de Guido Chelazzi.

## Publication originale
- Lanza, 1979 : Elapsoidea chelazzii, a new elapid snake from Somalia. Monitore zoologico italiano: Supplemento, vol. 12, n. 12, p. 237-245.